# NGC 3161
NGC 3161 (другие обозначения — MCG 7-21-22, ZWG 211.25, ARAK 234, NPM1G +38.0191, PGC 29837) — эллиптическая галактика (E2) в созвездии Малого Льва. Открыта Гийомом Бигурданом в 1886 году.
Этот объект входит в число перечисленных в оригинальной редакции «Нового общего каталога».
Галактика NGC 3161 входит в состав группы галактик NGC 3158. Помимо NGC 3161 в группу также входят NGC 3151, NGC 3152, NGC 3158, NGC 3159, NGC 3160 и NGC 3163.